# Área Total
Área Total foi uma editora independente sediada na Guarda que manteve a sua actividade de 1988 a 1992. Criada por Carlos Cabral Nunes que depois associou-se à Movieplay na criação das etiquetas Fábrica de Sons e Skyfall.
A editora lançou a compilação "Insurrectos" e registos de Gabardine 12, Mão Morta e Telectu.
As conversações com os Mão Morta tinham começado após o corte de relações do grupo com a Ama Romanta e a intenção da Área Total era editar o Corações Felpudos. Não conseguiram por falta de dinheiro e de condições. Editaram posteriormente o O.D., Rainha do Rock & Crawl mas devido a desentendimentos com a editora, os Mão Morta voltaram a seguir para a Fungui.
A Área Total promoveu, em 1991, um festival de aniversário da editora, realizado em Vale Estrela, no pavilhão da Poligral. O cartaz desse concerto continha Censurados, John Holmes Underground, M'As Foice, K4 Quadrado Azul e Nihil Aut Mors. O Festival foi divulgado pelo programa "Pop Off" da RTP. Este evento decorreu com vários problemas a nível técnico, atrasos e alguns desacatos no meio do público.
A Área Total chegou também a promover concertos na cidade da Guarda, na Avenida do Liceu, com os Nihil Aut Mors e A Kausa.
Edições
| Artista      | Álbum                         | Lançamento | Tipo | Referência |
| ------------ | ----------------------------- | ---------- | ---- | ---------- |
| Gabardine 12 | Capítulo Primeiro             | 1990       | K7   | ?          |
| V/A          | Insurrectos                   | Out 1990   | LP   | AT001      |
| Mão Morta    | O.D, Rainha do Rock and Crawl | Dez 1990   | LP   | AT002      |
| Telectu      | Evil Metal                    | 1992       | CD   | ATCD001    |

Alinhamento da compilação Insurrectos:
Lado A:
1. Requiem Pelos Vivos - A Dança Dos Golfinhos
2. Gabardine 12 - Oscilante
3. Deadly Gas - Tails Out
4. Ocaso Épico - Uma Bica E Um Neubauten
5. Nihil Aut Mors - Postume
6. A Morte Do Régio - A Verdade Pura Como O Cálice Da Nascente Contrária

Lado B:
1. Mão Morta - Véus Caídos
2. M'As Foice - Yuppie Yuppie Lá Lá Lá
3. João Peste - Lunaria 1
4. Pervertidos Da Fé - Aiskunóntés Tês Moirês
5. More República Masónica - Azul Dietrich
6. Flak - Abstracçoes Do Peixe oP 23